# Бычков, Василий Владимирович
Василий Владимирович Бычков (род. 16 июля 1958, Москва) — основатель и генеральный директор компании «Экспо-Парк», создатель многих выставочных проектов, известный российский арт-менеджер, российский предприниматель, общественный деятель.
Президент Международной конфедерации коллекционеров, антикваров и арт-дилеров.

## Биография
Родился в Москве, на Большой Молчановке. Сын режиссёра Владимира Бычкова и художницы Наталии Богородской. В детстве снимался в фильмах. Окончил Московский архитектурный институт.
Член Московского союза художников (1983), член Союза дизайнеров СССР (1988), член Московского союза архитекторов (2003).

## Деятельность
В начале творческой карьеры работал в Торгово-промышленной палате СССР дизайнером-проектировщиком, и в составе авторского коллектива принимал участие в создании российских павильонах на всемирных выставках Expo: Цукуба (1985), Брисбен (1988), Ванкувер (1986); единолично проектировал российский павильон в Нагасаки (1990), Генуе (1992).
Основатель, учредитель и с 1996 года генеральный директор компании ООО «Экспо-парк. Выставочные проекты».
Создатель таких проектов, проводимых компанией «Экспо-Парк», как «Арт-Москва» (1996—2014), «Российский антикварный салон», выставка архитектуры и дизайна «Арх-Москва» (с 2008 года — «Московская биеннале архитектуры»), книжная ярмарка Non/Fiction, фестиваль «Новая культура» (2010), Russian Antique & Art Fair (RA&AF), «Российский форум коллекционеров», Московская биеннале дизайна (2017), Московский международный открытый книжный фестиваль (2005—2014).
С 2002 по 2019 год — директор ЦДХ (ООО «ВО „ЦДХ“»), открывший в нём эпоху больших интеллектуальных проектов («Пьеррик Сорен», 2007; «Олег Кулик», 2007; «Эрвин Вурм» 2008, «Тони Крэгг» 2005). Там он впервые в России организовал коммерческую структуру для проведения отраслевых выставок искусства. После перехода здания к ГТГ в 2019 году перевел деятельность в Гостиный двор. До кризиса 2008 года пытался осуществить реконструкцию ЦДХ, организовал эффективную компанию против сноса этого здания при Лужкове и возведению на его месте многофункционального комплекса «Апельсин».
Председатель комиссии Общественной палаты по сохранению и развитию отечественной культуры (созыва 2010 года). Тогда же был членом Совета Общественной палаты РФ, членом комиссий с правом совещательного голоса (Комиссия Общественной палаты по региональному развитию и местному самоуправлению, Комиссия Общественной палаты по экономическому развитию и поддержке предпринимательства). Член Общественной палаты Российской Федерации созыва 2012 года, тогда являлся членом Комиссии по культуре и сохранению историко-культурного наследия.
Президент Международной конфедерации антикваров и арт-дилеров.
В 2005 году состоялось слушание дела по иску девяти членов Московского союза художников к Бычкову и Марату Гельману за проведение в ЦДХ выставки «Новейшее искусство постсоветского пространства» (в рамках проекта «Россия-2»), оскорбляющей чувства православных верующих. Производство по делу было прекращено.

## Награды
- Медаль ордена «За заслуги перед Отечеством» II степени (Указ Президента Российской Федерации от 16.10.2006 г. № 1146[11])
- Лауреат национальной книжной премии «Иванушка-2001» в номинации «Альтруист года» — за организацию ярмарок интеллектуальной литературы Non/fiction[3].
- Национальная премия «Большая книга» в номинации «За вклад в литературу» за non/fiction как главное литературное событие года[7] (2016)[11].
- Медаль «За выдающийся вклад в развитие коллекционного дела в России» за многолетнюю поддержку антикварного рынка в России и организацию ежегодных антикварных салонов в Москве и Санкт-Петербурге[3].
- Знак Министерства культуры РФ «За достижения в культуре»[11].
- Юбилейная медаль Министерства культуры РФ «150 лет учреждения органов охраны памятников истории и культуры» за активную и плодотворную помощь в проведении мероприятий в сфере охраны культурного наследия, приказ от 09.09.2011 г. № 616-вн.[11]
- Благодарность Министра культуры РФ "За активное участие в организации и проведении Международного фестиваля музеев «Интермузей-2011», приказ № 776-вн от 10.10.2011 г.[11]
- Почетная грамота Совета Федерации Федерального собрания Российской Федерации «За многолетний добросовестный труд, большой вклад в сохранение и развитие российской культуры», № 4433 от 27.05.2014 г.[11]
- Грамота Министерства внутренних дел России «За оказание содействия внутренним войскам МВД России при выполнении ими возложенных на них задач», приказ ГКВВ МВД России от 26.08.2014 г. № 341[11].

## Фильмография
В детстве играл в фильмах своего отца и его коллег.
- 1964—1966: Фитиль, № 23: «Где же справедливость?» № 45: «Именинники»
- 1965: Город мастеров. Эпизод
- 1969: Мой папа — капитан. Вася (главная роль)
- 1971: Достояние республики. Роль — Булочка, знаменитый репликой «Там тепло, там яблоки»

## Семья
Первая жена (в 1977—1990)  – Анна Щетинина, художник, дизайнер. Дочь Юлия Бычкова — директор арт-парка «Никола-Ленивец», продюсер Международного фестиваля ландшафтных объектов «Архстояние».
С 1997 года женат на Ирине Бычковой, владелице продюсерского центра «Галерея Полет». Дочери Варвара и София.